# Santiago Silva Retamales
Santiago Jaime Silva Retamales (* 17. Juni 1955 in La Calera, Región de Valparaíso) ist ein chilenischer Geistlicher und römisch-katholischer Bischof von Valdivia.

## Leben
Santiago Silva Retamales empfing am 24. Oktober 1980 das Sakrament der Priesterweihe. Er erwarb an der Päpstlichen Katholischen Universität von Chile das Lizenziat in Dogmatik und später am Päpstlichen Bibelinstitut in Rom das Lizenziat in Biblischer Theologie.
Er war Professor, Subregens und Regens des Priesterseminars San Rafaele de Lo Vasquez und lehrte zudem Biblische Theologie an der Päpstlichen Katholischen Universität von Chile.
Am 16. Februar 2002 ernannte ihn Papst Johannes Paul II. zum Titularbischof von Bela und bestellte ihn zum Weihbischof in Valparaíso. Der Bischof von Valparaíso, Gonzalo Duarte García de Cortázar SSCC, spendete ihm am 6. April desselben Jahres die Bischofsweihe; Mitkonsekratoren waren der Erzbischof von Santiago de Chile, Francisco Javier Kardinal Errázuriz Ossa, und der Bischof von Rancagua, Francisco Javier Prado Aránguiz SSCC. Santiago Silva Retamales war zudem Generalvikar des Bistums Valparaíso.
Er ist Präsident der Kommission für Biblische Pastoral der Chilenischen Bischofskonferenz und verantwortlicher Bischof für das Pastorale Bibelzentrum für Lateinamerika (CEBIPAL). 2007 nahm er als Experte für die Heilige Schrift an der fünften Generalkonferenz des Lateinamerikanischen Bischofsrats (CELAM) in Aparecida teil. Im Folgejahr vertrat er die Chilenische Bischofskonferenz bei der 12. ordentlichen Versammlung der Bischofssynode zum Thema „Das Wort Gottes im Leben und in der Sendung der Kirche“. Von 2008 bis 2011 war er Generalsekretär der Chilenischen Bischofskonferenz. 2016 wurde er zum Vorsitzenden der Chilenischen Bischofskonferenz gewählt.
Am 19. Mai 2011 wurde er für die Amtszeit bis 2015 zum Generalsekretär des CELAM gewählt.
Papst Franziskus ernannte ihn am 7. Juli 2015 zum Militärbischof von Chile. Das chilenische Heer ernannte ihn daraufhin zum Brigadegeneral. Am 23. Dezember 2020 ernannte ihn Papst Franziskus zum Bischof von Valdivia. Die Amtseinführung erfolgte am 19. März 2021.